# Ева (оперетта)
«Ева» (нем. Eva) — оперетта в трёх актах австро-венгерского композитора Франца Легара. Впервые поставлена в венском театре «Ан дер Вин» 24 ноября 1911 года. Авторы либретто: Альфред Мария Вильнер, Роберт Боданцки.
Критики отмечают в оперетте «роскошную» музыку и оркестровку, но невнятный сюжет. Из музыки наиболее популярны вальс Евы «Wär es auch nichts als ein Augenblick» (в русском переводе: «Если мечтою душа полна») и знаменитый вальс из второго действия.

## История
Основой либретто послужила пьеса Эрнста фон Вильденбруха «Хохлатый жаворонок». В первом венском представлении оперетты 24 ноября 1911 года (театр Ан дер Вин) участвовал тот же звёздный состав, что и в «Весёлой вдове» — Мицци Гюнтер и Луи Тройман, а также новая звезда — Луиз Картуш (Пипси). После премьеры театр дал ещё 200 представлений подряд. Уже месяц спустя оперетта шла в Берлине, затем она завоевала Будапешт, Милан, Брюссель, Нью-Йорк, Петербург (сразу в трёх петербургских театрах).
В 1912 году Легар посетил Россию, чтобы участвовать как дирижёр в петербургской премьере «Евы» (28—31 января, в «Пассаже»).

## Основные действующие лица
| Персонаж                             | Имя в оригинале                   | Голос   |
| ------------------------------------ | --------------------------------- | ------- |
| Ева, фабричная работница, сирота     | Eva                               | сопрано |
| Октав Флобер, владелец фабрики       | Octave Flaubert                   | тенор   |
| Пепита Дезире Пакерет (Пипси)        | Pepita Desirée Paquerette (Pipsi) | сопрано |
| Дагобер Мильфлёр, друг Флобера       | Dagobert Millefleurs              | тенор   |
| Вуазен, первый бухгалтер на фабрике  | Voisin                            | баритон |
| Прюнель, второй бухгалтер на фабрике | Prunelles                         | баритон |

## Сюжет
Ева — сирота, работница стекольной фабрики в окрестностях Брюсселя. Она — своего рода «дочь фабрики», её трогательно опекает рабочий коллектив. Ева мечтает о яркой жизни и большой любви. В день, когда она отмечает своё двадцатилетие, фабрику посещает её новый владелец, легкомысленный парижский повеса Октав Флобер. Они с Евой нравятся друг другу, но первая попытка Октава соблазнить Еву неудачна, и он приглашает девушку на вечеринку с друзьями и гризетками. Узнав об этом, встревоженные рабочие толпой вваливаются в дом Флобера; тот успокаивает их, заявив, что собирается жениться на Еве. На самом деле у него нет такого намерения; поняв это, Ева решает уехать.
Пипси, подруга Флобера, помогает Еве уехать в Париж. Там Октав и Ева снова встречаются и решают больше не разлучаться.

## Музыкальные номера
1. Vorspiel
2. Introduktion Heissa, juchheia
3. Melodram und Lied Im heimlichen Dämmer der silbernen
4. Szene und Duett Bestimmung, Fatum, das ist alles
5. Auftritt und Duett Nur keine Angst, hier kann nichts
6. Duett Um zwölfe in der Nacht
7. Finale I. Halt! Einen Augenblick, ihr Leute!
8. Introduktion, Chor, Lied und Tanz Retten Sie mich, Dag
9. Marsch Hat man das erste Stiefelpaar vertreten
10. Terzett Rechts das Männchen meiner Wahl
11. Melodram und Duett Erschrecken Sie nicht
12. Lied Octave, gesteh' dir's ein
13. Duett Ziehe hin zu deinem Vater
14. Melodram und Duett Eva, Sie sehen reizend aus
15. Finale II. Silentium, silentium
16. Duett Wenn die Pariserin spazieren fährt
17. Lied Gib acht, gib acht, mein schönes Kind
18. Äbgasig Sagen Sie nur, Pipsi
19. Finale III Ein Mädel wie Sie, so nett und so fein